# Saint-Benoît (Alpy Górnej Prowansji)
Saint-Benoît – miejscowość i gmina we Francji, w regionie Prowansja-Alpy-Lazurowe Wybrzeże, w departamencie Alpy Górnej Prowansji.

## Demografia
Według danych na rok 1990 gminę zamieszkiwało 85 osób, a gęstość zaludnienia wynosiła 4 osoby/km². W styczniu 2015 r. Saint-Benoît zamieszkiwało 136 osób, przy gęstości zaludnienia wynoszącej 6,4 osób/km².